# Sonnenbühl
Sonnenbühl ist eine Gemeinde auf der Hochfläche der Schwäbischen Alb südlich von Reutlingen. Der Sitz der Gemeindeverwaltung ist im Ortsteil Undingen.

## Geographie

### Geographische Lage
Sonnenbühl liegt am Nordrand der Schwäbischen Alb, auf der sogenannten Mittleren Kuppenalb. Der Ortsteil Genkingen (771 m ü. NHN) reicht bis an den Albtrauf. Er liegt am oberen Ende des Wiesaztales. Westlich von Willmandingen (751 m ü. NHN) entspringt die Lauchert, im Ortsteil Erpfingen (731 m ü. NHN) die Erpf, die südlich des Ortes in die Lauchert mündet. Der Ortsteil Undingen liegt auf 775 m ü. NHN.
Den mit ca. 635 m ü. NHN tiefsten Punkt erreicht das Gemeindegebiet am Öschenbach (Steinlach), an dessen Ausfluss aus dem Gemeindegebiet westlich von Genkingen, den mit 881 m ü. NHN höchsten nördlich von Willmandingen auf dem Bolberg am Albtrauf.

### Geologie
Der oberflächennahe geologische Untergrund Sonnenbühls wird geprägt von den albtypischen Gesteinen des Weißen Jura. Die Talhänge werden von den Kalkmergeln des Weißen Jura alpha, der Stufenrand und die Hochfläche der Alb von den gebankten Kalken des Weißen Jura betha gebildet. Die Hochfläche wird zum Teil von mächtigen Verwitterungslehmen und -tonen überlagert. Die Albhochfläche bei Sonnenbühl wird von mehreren Kuppen überragt, die von Riffkalken des Weißen Jura delta gebildet werden und als Härtlingskuppen herauspräpariert sind. Ein Paradebeispiel für eine solche Kuppe ist der westlich von Willmandingen gelegene Ruchberg. Die Kalkgesteine des Weißen Jura sind stark verkarstet und durch Karstformen wie Höhlen, Dolinen und Trockentäler geprägt.

### Nachbargemeinden
Folgende Städte und Gemeinden grenzen an die Gemeinde Sonnenbühl, sie werden im Uhrzeigersinn beginnend im Norden genannt und gehören zum Landkreis Reutlingen bzw. zum Zollernalbkreis¹ und zum Landkreis Tübingen.²
Pfullingen, Lichtenstein, Engstingen, Trochtelfingen, Burladingen¹, Mössingen² und Reutlingen.

### Gemeindegliederung
Die Gemeinde Sonnenbühl besteht aus den vier bis 1974 selbständigen Gemeinden Erpfingen, Genkingen, Undingen und Willmandingen. In den vier früheren Gemeinden sind Ortschaften im Sinne der baden-württembergischen Gemeindeordnung mit jeweils eigenem Ortschaftsrat und Ortsvorsteher als dessen Vorsitzendem eingerichtet. siehe auch Burg Hohenerpfingen (Schnatren), abgegangene Burg Erpfingen
Zu den Gemeindeteilen Undingen und Willmandingen gehören jeweils nur die gleichnamigen Dörfer. Zum Gemeindeteil Erpfingen gehören das Dorf Erpfingen, das Gehöft Dreherhof und die Häuser Erpfmühle und Pumpwerk, und zum Gemeindeteil Genkingen gehören das Dorf Genkingen und das Haus Talmühle.
Im Osten des Gemeindeteils Erpfingen liegt die abgegangene Ortschaft Weiler, deren Name als Flurname erhalten ist. Außerdem konnte durch Ausgrabungen 1969/70 im Gewann Untere Wässere eine Siedlung nachgewiesen werden. Im Gemeindeteil Undingen liegt die abgegangene Burg Hohengenkingen und im Gemeindeteil Willmandingen im Tal des Seebachs die 1846 abgegangene Seebachmühle.

### Klima
Im Februar 1978 wurde der Ortsteil Erpfingen offiziell zum Luftkurort erklärt.

### Schutzgebiete
Das Naturschutzgebiet Ruchberg liegt westlich von Willmandingen. Südwestlich von Erpfingen beginnt das Landschaftsschutzgebiet Laucherttal mit Nebentälern. Mit den Gebieten Salmendingen/Sonnenbühl, Albtrauf zwischen Mössingen und Gönningen und Albtrauf Pfullingen hat die Gemeinde Anteil an drei FFH-Gebieten. Das Vogelschutzgebiet Mittlere Schwäbische Alb erstreckt sich entlang der nördlichen Gemeindegrenze von der Höhe Talheim bis zur Grenze nach Engstingen.

## Geschichte
Auf dem Gemeindegebiet gab es wahrscheinlich schon im 3. Jahrhundert alemannische Siedlungen. Im Hochmittelalter gehörte das Gebiet zum Herzogtum Schwaben.

### Erpfingen
Erpfingen wurde am 16. November 777 zum ersten Mal urkundlich im Lorscher Codex anlässlich einer Schenkung an das Kloster Lorsch als Erphinga erwähnt. Im 14. und 15. Jahrhundert besaßen die Herren von Salmendingen, die Schenken von Erpfingen und die Grafen von Werdenberg Burgen am Ort. Ab 1357 kaufte Fritz Remp von Pfullingen Besitztümer der Herren von Salmendingen in Erpfingen.  Seit der Mitte des 15. Jahrhunderts wurde der Einfluss der Grafschaft Württemberg zunehmend wichtiger, bis schließlich das ganze Dorf württembergisch geworden war. Erpfingen gehörte zur Zeit des Herzogtums Württemberg zum Unteramt Willmandingen im Amt Urach (bzw. seit 1758 Oberamt Urach). 1808 ging Erpfingen mit dem Unteramt Willmandingen zum Oberamt Reutlingen über.

### Genkingen

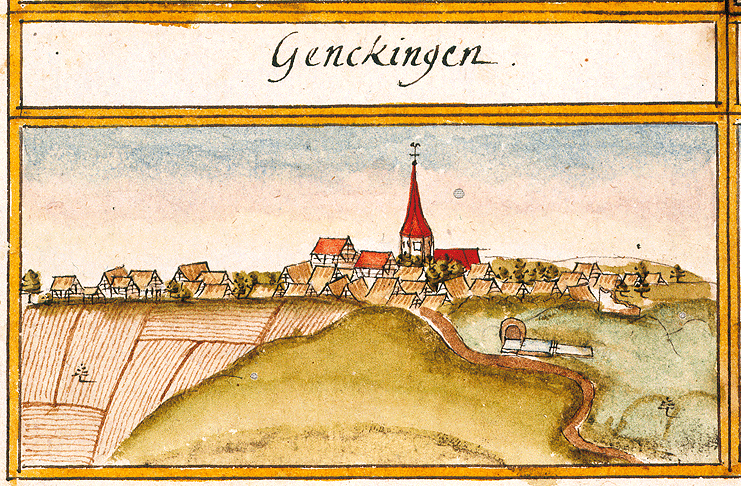
Genkingen 1683 im württembergischen Forstlagerbuch

Die Ersterwähnung von Genkingen erfolgte bereits zuvor im Jahr 772 als Gancgingen ebenfalls in einer Schenkungsurkunde des Lorscher Codex. Das Dorf gehörte seit dem Mittelalter den Herren von Genkingen, die dort ihre Burg (Burg Genkingen) unterhielten. Sie wurden mehrfach in Schenkungsurkunden an das Kloster Zwiefalten genannt. Seit 1506 gehörte es dem Klarissenkloster Pfullingen und wurde mit diesem in der Zeit der Reformation evangelisch und württembergisch. Das württembergische Klosteramt Pfullingen, zu dem Genkingen seither gehörte, bestand bis 1806 und ging dann als Unteramt Pfullingen zum Oberamt Reutlingen über. Das Unteramt Pfullingen wurde 1818 aufgelöst.

### Undingen
Schon 806 war Undinga im Besitz des Klosters St. Gallen. 1098 stiftete es Graf Luithold von Achalm dem Kloster Zwiefalten und 1454 wurde Undingen dann württembergisch. Der Ort gehörte zum Unteramt Willmandingen im Amt Urach (bzw. seit 1758 Oberamt Urach). 1808 ging Undingen mit dem Unteramt Willmandingen ans Oberamt Reutlingen über.

### Willmandingen
Der Name Willmandingen steht auf einer Urkunde vom 10. Juli 772 des Klosters St. Gallen. Darin zeigt ein gewisser Ruotah an, dass er in Willimundincas eine Kirche zu Ehren des heiligen Gallus erbaue und diese mit Gütern und Leibeigenen ausstatte. Er stammt vermutlich von einem alemannischen Stammesführer Willimund aus dem 3. Jahrhundert. 1474 kaufte Graf Eberhard von Württemberg den Ort. Damit kam dieser zum Amt Urach. Willmandingen war bis 1818 Sitz eines Unteramts, welches 1808 dem Oberamt Reutlingen zugeordnet wurde. Das Unteramt Willmandingen wurde 1818 aufgelöst, so dass dann alle Orte direkt dem Oberamt unterstellt waren.

### Verwaltungszugehörigkeit seit dem 19. Jahrhundert
Nach der Errichtung des Königreichs Württemberg waren im Zuge der neuen Verwaltungsgliederung alle vier Orte spätestens im Jahr 1808 zu Bestandteilen des Oberamts Reutlingen geworden, wenngleich noch bis 1818 in verschiedenen Unterämtern. Die Verwaltungsreform während der NS-Zeit in Württemberg führte 1938 zur Zugehörigkeit zum Landkreis Reutlingen. Nach dem Zweiten Weltkrieg wurden die Dörfer Teile der Französischen Besatzungszone und erfuhren somit die Zuordnung zum neu gegründeten Land Württemberg-Hohenzollern, welches 1952 im Land Baden-Württemberg aufging.

### Entstehung der Gemeinde Sonnenbühl
Die vier bis dahin selbständigen Gemeinden Erpfingen, Genkingen, Undingen und Willmandingen schlossen sich am 1. Januar 1975 im Zuge der Gemeindegebietsreform in Baden-Württemberg, zunächst unter dem Namen Undingen, zusammen. Als neuer Gemeindename wurde dann Sonnenbühl gewählt.

## Politik
Der Ortsteil Undingen ist der Verwaltungssitz der Gemeinde.

### Gemeinderat
In Sonnenbühl wird der Gemeinderat nach dem Verfahren der unechten Teilortswahl gewählt. Dabei kann sich die Zahl der Gemeinderäte durch Überhangmandate verändern. Der Gemeinderat in Sonnenbühl besteht aus den 19 gewählten ehrenamtlichen Gemeinderäten und dem Bürgermeister als Vorsitzendem. Der Bürgermeister ist im Gemeinderat stimmberechtigt. Die Kommunalwahl am 9. Juni 2024 führte zu folgendem Ergebnis.  Die Wahlbeteiligung lag bei 67,24 % (2019: 62,55 %). 
| Freie Wählervereinigung Sonnenbühl | 8 Sitze | 45,08 % | 2019: 8 Sitze, 42,24 % |
| Sonnenbühler Bürger                | 6 Sitze | 30,76 % | 2019: 7 Sitze, 36,67 % |
| CDU                                | 5 Sitze | 24,17 % | 2019: 4 Sitze, 21,10 % |

### Bürgermeister
Der Bürgermeister wird für eine Amtszeit von acht Jahren gewählt. Am 12. Juli 2009 wurde der amtierende Bürgermeister Gerrit Elser zum neuen Oberbürgermeister in Giengen an der Brenz gewählt. Deshalb fand am 11. Oktober 2009 in Sonnenbühl eine Bürgermeisterwahl statt. Uwe Morgenstern wurde mit deutlicher Mehrheit (58,9 %) im ersten Wahlgang zum Bürgermeister gewählt. Bei der Bürgermeisterwahl vom 12. November 2017 war Morgenstern der einzige Bewerber und wurde mit einem Stimmanteil von 91,6 % im Amt bestätigt.
- Genkingen
  - bis 1908: Heinrich Schumacher
  - 1909–1934: Johannes Ruoff
  - 1934–1946: Alois Walker
  - 1946–1950: Adolf Weinland
  - 1950–1974: Ernst Herrmann
- Undingen
  - 1973–1975: Manfred Stierle
- Sonnenbühl
  - 1975–1999: Dieter Winkler
  - 1999–2009: Gerrit Elser
  - Seit 2010: Uwe Morgenstern

### Wappen
| Wappen der Gemeinde Sonnenbühl | Blasonierung: „In Blau über einem goldenen (gelben) Hügel eine goldene (gelbe) Sonne mit 16 im Wechsel aufeinander folgenden geraden und s-förmig gebogenen goldenen (gelben) Strahlen.“ |
| Wappen der Gemeinde Sonnenbühl | Wappenbegründung: Aus der Vereinigung von Erpfingen, Genkingen, Undingen und Willmandingen entstand am 1. Januar 1975 eine neue Gemeinde, die seither den Namen Sonnenbühl führt. Die Figuren Sonne und Hügel = Bühl machen das Wappen in Bezug auf den Gemeindenamen „redend“. Gleichzeitig werden sie mit dem Feriendorf „Sonnenmatte“ und anderen Erholungseinrichtungen des Luftkurorts Erpfingen in Verbindung gebracht. Das Wappen wurde – gemeinsam mit der Flagge – der Gemeinde am 30. März 1977 durch das Landratsamt Reutlingen verliehen. |

Wappen der früher selbstständigen Gemeinden

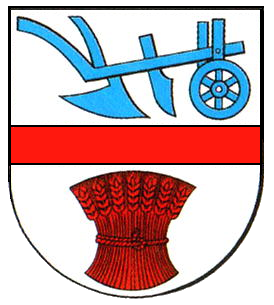
Erpfingen
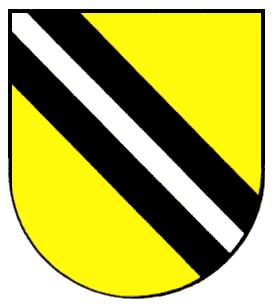
Genkingen
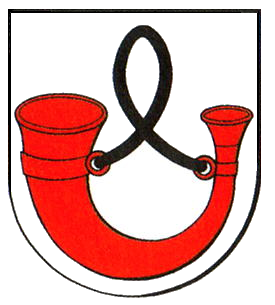
Undingen
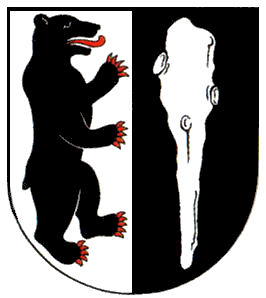
Willmandingen

- Erpfingen: In Silber ein roter Balken, oben ein linksgewendeter blauer Pflug, unten eine rote Garbe
- Genkingen: In Gold ein schwarzer Schrägbalken, belegt mit einer silbernen Leiste
- Undingen: In Silber ein mit dem Mundstück nach links gekehrtes rotes Hifthorn mit schwarzer Fessel
- Willmandingen: In gespaltenem Schild vorne in Silber ein aufgerichteter, linksgekehrter, rot bewehrter und rot bezungter schwarzer Bär, hinten in Schwarz ein silberner Knüttel

### Städtepartnerschaften
Seit 1987 besteht eine Partnerschaft der Gemeinde Sonnenbühl mit der Gemeinde Corseul in Frankreich.

## Kultur und Sehenswürdigkeiten

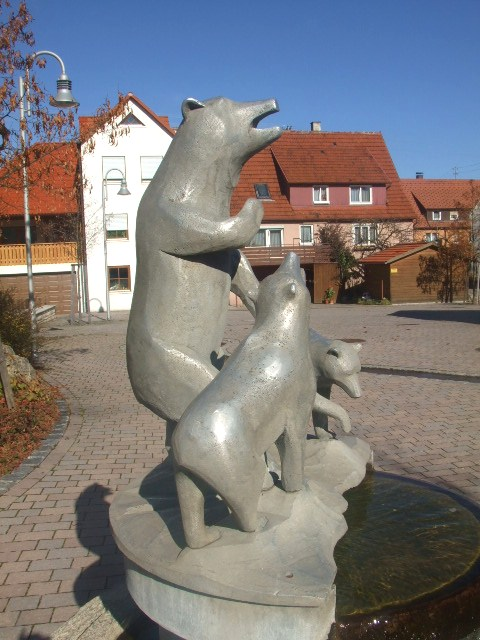
Bärenbrunnen in Erpfingen

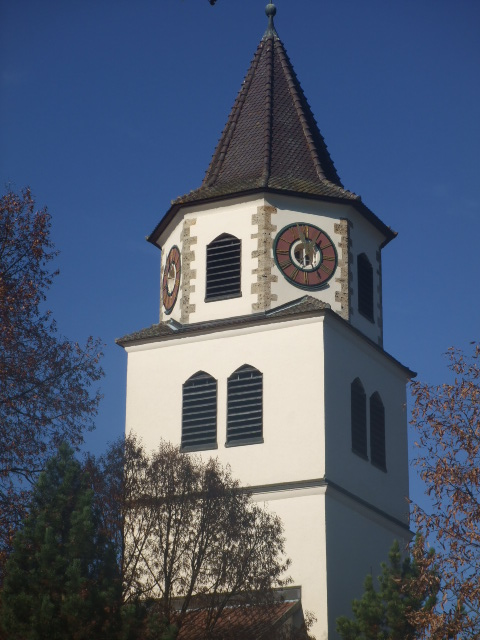
Naboriuskirche in Erpfingen

### Museen
Im Ortsteil Erpfingen wurde das erste Ostereimuseum Deutschlands eingerichtet und im Februar 1993 eingeweiht. Es zeigt über tausend Exponate aus ganz Europa.

### Sport
Der 1961 gegründete Schützenverein „Bolberg“ Willmandingen, kurz SV Willmandingen, war unter anderem in der Saison Gruppe Süd mit einer Mannschaft in der 1. Bundesliga Luftpistole vertreten.
Im Ortsteil Erpfingen befindet sich seit 1992 ein Kurgarten, eine 1300 Meter lange Sommerbobbahn und ein Kletterpark.
Für Golffreunde gibt es in Undingen einen 18-Loch-Golfplatz.
Im Winter gibt es eine Vielzahl von Loipen für Skiwanderer in unterschiedlichsten Schwierigkeitsgraden und Längen, im Sommer sind dies Wanderrouten.

### Tourismus
Der Freizeitpark Traumland auf der Bärenhöhle bildet vor allem für Familien mit kleineren Kindern einen Anziehungspunkt.

## Wirtschaft und Infrastruktur

### Wirtschaft
Die Gemeindeflur wird sowohl land- als auch forstwirtschaftlich intensiv genutzt. Sonnenbühl ist ein ganzjähriges Ferienziel. Eine besondere Rolle spielt daher die touristische Infrastruktur. Dazu zählen Feriendorf Sonnenmatte, Freibad und Campingplatz bei Erpfingen, Rad-, Wander- und Skiwanderwege sowie touristisch erschlossene Attraktionen, wie die Schauhöhlen. Ein Skilift bei Genkingen ermöglicht Abfahrtslauf.
In Steinbrüchen am Nordrand von Willmandingen und von Genkingen wird Kalkstein gebrochen. Bei Willmandingen wurde früher auch Bohnerz gewonnen.

### Verkehr
Das Gemeindegebiet wird in Nord-Süd-Richtung durch die Landesstraße 382 und in Ost-West-Richtung durch die Landesstraße 230 erschlossen.
Der Öffentliche Nahverkehr wird durch den Verkehrsverbund Neckar-Alb-Donau (NALDO) gewährleistet. Die Gemeinde befindet sich in der Wabe 223.
Der Schwäbische-Alb-Radweg führt als Fernradweg durch Sonnenbühl; er führt vom Bodensee nach Donauwörth und dabei von den Burladinger Stadtteilen Salmendingen und Melchingen nach Undingen und Genkingen und weiter an Schloss Lichtenstein vorbei nach Engstingen.

## Naturschutz
Zwischen Schloss Lichtenstein und der Nebelhöhle liegt das Naturschutzgebiet Greuthau. Bei der Fläche handelt es sich um ein Vegetationsmosaik aus Kalkmagerrasen, Wacholderheiden, Glatthaferwiesen, Gebüschgruppen, Waldgesellschaften, Weidbuchen und Weidfichten. Sie wird heute auch als Schafweide genutzt. Der Name des Gebiets bedeutet „gerodeter Wald“.

### Naturdenkmäler
Die wichtigsten Attraktionen von Sonnenbühl sind wohl die beiden großen Höhlen Bärenhöhle und Nebelhöhle.
- Die Karls- und Bärenhöhle gehört zum Ortsteil Erpfingen und ist auf 271 Meter Länge begehbar. Ein Teil davon, die Karlshöhle, wurde am 30. Mai 1834 entdeckt, die Bärenhöhle 1949.
- Der erste Teil der Nebelhöhle wurde 1517 entdeckt. 1920 kam ein noch größerer Teil dazu, sodass heute 450 Meter[12] Höhle erschlossen sind. Sie befindet sich nahe dem Ortsteil Genkingen, liegt aber teilweise auch auf Markung Lichtenstein und ist geschichtlich im Zusammenhang mit dem nahe gelegenen Schloss Lichtenstein zu sehen.

## Persönlichkeiten

### Söhne und Töchter der Gemeinde
- Johann Ludwig Schneller (1820–1896), evangelischer Missionar und Pädagoge in Jerusalem (geboren in Erpfingen)
- Johann Martin Flad (1831–1915), evangelischer Missionar (geboren in Undingen)
- Christian Regelmann (1842–1920), Kartograf, Historiker der württembergischen Kartografie
- Helmut Paulus (1900–1975), Dichter und Archivar (geboren in Genkingen)
- Heinz Schanz (1927–2003), Maler (geboren in Genkingen)
- Otwin Brucker (* 1940), Bürgermeister in Pliezhausen 1966–2005, Präsident des Gemeindetages Baden-Württemberg 1994–2005 (geboren in Undingen)
- Willi Maier (* 1948), Leichtathlet, deutscher Meister und Olympiateilnehmer (1972 und 1976) im 3000-m-Hindernislauf (geboren in Undingen)

### Persönlichkeiten, die mit Sonnenbühl verbunden sind
Folgende Personen haben in Sonnenbühl gelebt oder leben in Sonnenbühl, ohne hier geboren zu sein
- Willi Betz (1927–2015), Gründer der Willi Betz GmbH & Co. KG, Reutlingen[13] in Undingen aufgewachsen
- Felix Ensslin (* 1967), Kurator, Theaterautor, Dramaturg, Regisseur, Hochschullehrer und Philosoph, in Undingen aufgewachsen
- Manuel Hailfinger (* 1982), Politiker (CDU), Mitglied des Landtags von Baden-Württemberg, in Undingen aufgewachsen